# ThyssenKrupp
ThyssenKrupp AG er en traditionsrig tysk industrikoncern med sæde i Duisburg og Essen. Hovedkontoret ligger i Essen.
Selskabets historiske rødder omfatter cirka hele den rhinsk-westfalske sværindustris historie, og det har været engageret i kul-, jern- og stålindustri. Bl.a. har det produceret våben, skibe og biler. Selskabets ledere havde stor betydning for tysk industri, ind- og udenrigspolitik i 1800-tallet og det tidligere 1900-tal.
ThyssenKrupp opstod i 1999 ved fusionen mellem Thyssen (grundlagt 1810) og Krupp (grundlagt 1860). Koncernen omsatte i 2002/2003 for 36,1 mia. euro (omkring 300 milliarder kroner). Selskabet har ca. 200.000 ansatte. Det har et stort antal datterselskaber i en række lande.

## Eksterne links
- http://www.thyssenkrupp.de/
- http://www.thyssenkrupp-byg.dk/ (Webside+ikke+længere+tilgængelig)
- http://www.nordiskplast.dk/Profil.asp

- Wikimedia Commons har flere filer relateret til ThyssenKrupp